# Rhopalosyrphus
Rhopalosyrphus là một chi ruồi trong họ Syrphidae.